# Liste der Monuments historiques in La Trinité-Porhoët
Die Liste der Monuments historiques in La Trinité-Porhoët führt die Monuments historiques in der französischen Gemeinde La Trinité-Porhoët auf.

## Liste der Bauwerke
| Bezeichnung    | Beschreibung | Standort                       | Kennzeichnung | Schutzstatus   | Datum     | Bild |
| -------------- | ------------ | ------------------------------ | ------------- | -------------- | --------- | ---- |
| Kreuz          |              | Rue du Val Rue Billette (Lage) | PA00091762    | Inscrit        | 1929      |      |
| Kirche Trinité |              | Place du Martray (Lage)        | PA00091763    | Classé Inscrit | 1914 1975 |      |

## Liste der Objekte
- Monuments historiques (Objekte) in La Trinité-Porhoët in der Base Palissy des französischen Kultusministeriums